# اسداس
اسداس (مارب) (به عربی: أسداس) یک منطقهٔ مسکونی در یمن است که در استان مأرب واقع شده‌است.